# Flaminio Bertoni
Flaminio Bertoni (1903-1964) fue un diseñador de automóviles italiano, responsable de algunos de los diseños más radicales que ha habido en el mundo automotor. Trabajó en los años anteriores y posteriores a la Segunda Guerra Mundial. Antes de ser diseñador, Bertoni era un escultor.
Los periodistas contemporáneos afirman que Bertoni siempre empezaba de "una hoja en blanco", que sus conceptos eran totalmente inusuales, y que cuando Bertoni se ponía a diseñar, no había "nada por sentado".
Sus diseños encontraron una sólida aceptación en el mercado, esto llevó a que los diseños fueran amados y odiados por los consumidores. Algunos mantenían la teoría de que sus diseños estaban adelantados en el tiempo.
Trabajando en Citroën durante décadas, Bertoni diseñó los Citroën Traction Avant, 2CV, H Van, DS y  Ami-6.
El DS fue exhibido muchas veces, como por ejemplo, en 1957, en Milán.
Bertoni nació el 10 de enero de 1903, en Varese (Italia) y murió el 7 de febrero de 1964. Durante mucho tiempo fue prácticamente olvidado en su ciudad natal, pero recientemente en la Provincia de Varese el "Museo Flaminio Bertoni", dedicado a su memoria, abrió sus puertas el 10 de mayo de 2007.

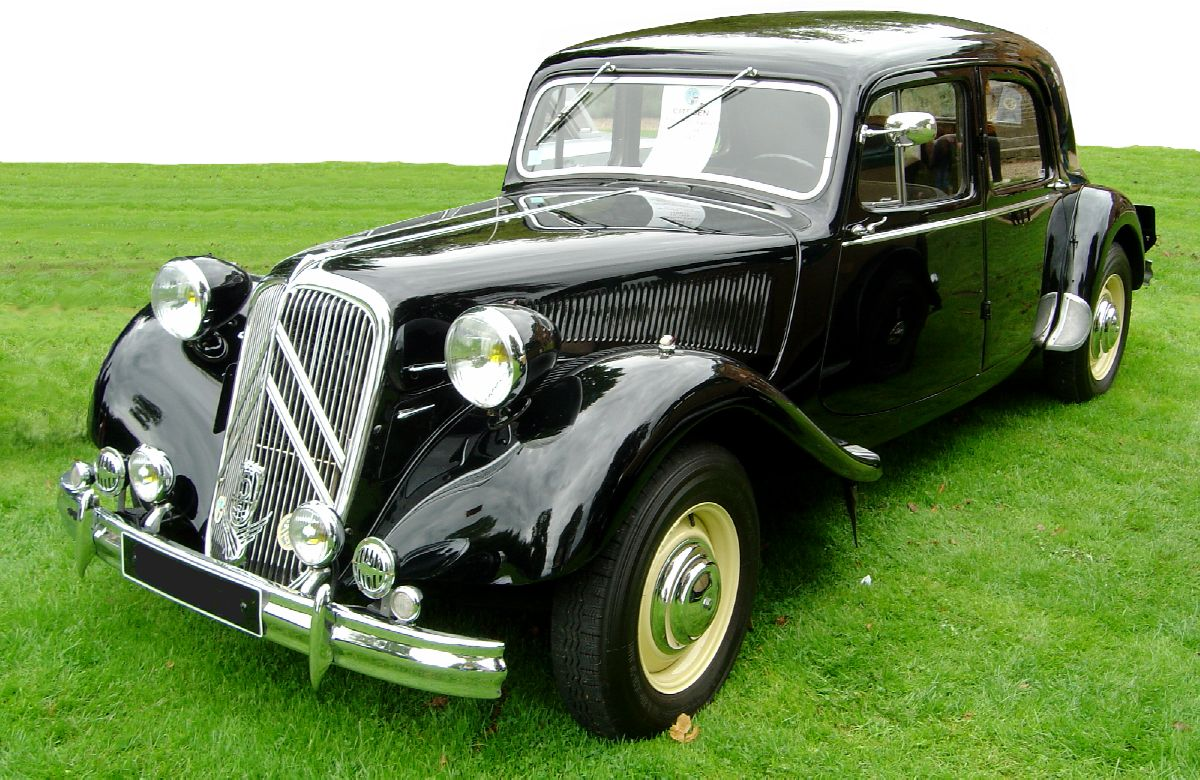
Citroën Traction Avant
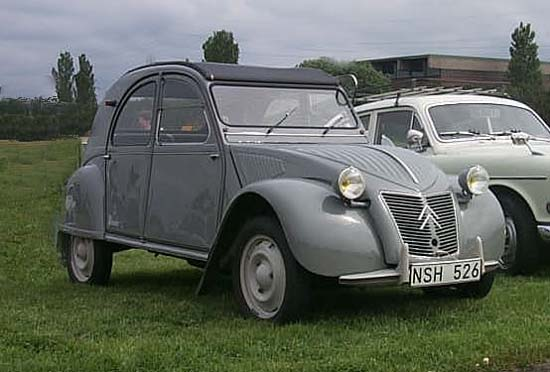
Citroën 2CV
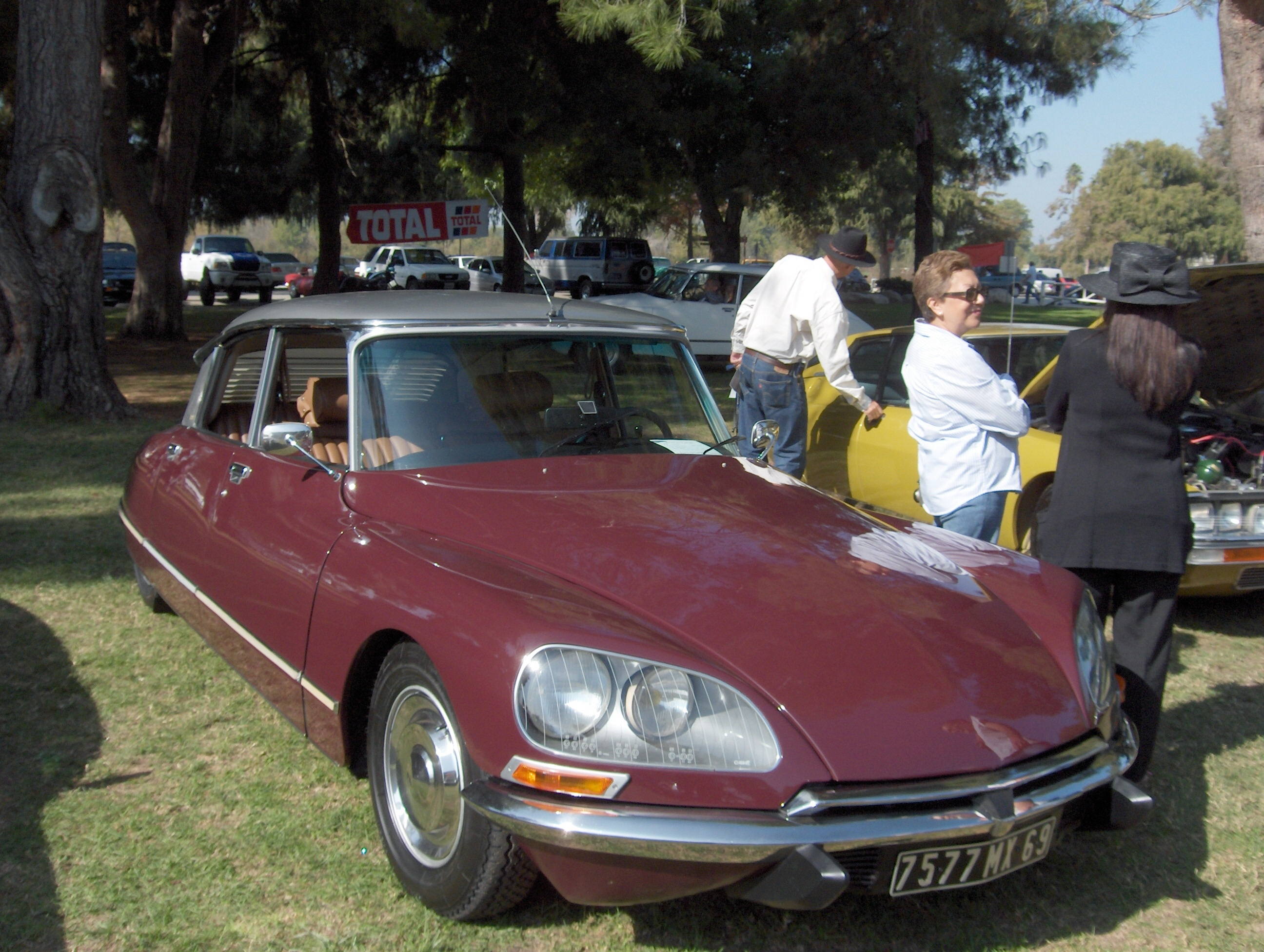
Citroën DS
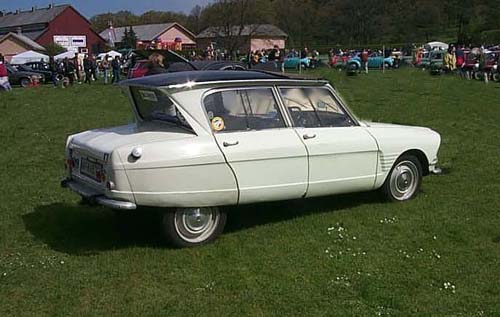
Citroën AMI-6 Sedán